# Creed (Band)/Diskografie
Diese Diskografie ist eine Übersicht über die musikalischen Werke der US-amerikanischen Rockband Creed. Den Schallplattenauszeichnungen zufolge hat sie bisher mehr als 37,4 Millionen Tonträger verkauft, davon alleine in ihrer Heimat über 33 Millionen. Ihre erfolgreichste Veröffentlichung ist das zweite Studioalbum Human Clay mit über 12,2 Millionen verkauften Einheiten.

## Alben

### Studioalben
| Jahr | Titel Musiklabel                    | Höchstplatzierung, Gesamtwochen, AuszeichnungChartplatzierungen (Jahr, Titel, Musiklabel, Platzierungen, Wochen, Auszeichnungen, Anmerkungen) | Höchstplatzierung, Gesamtwochen, AuszeichnungChartplatzierungen (Jahr, Titel, Musiklabel, Platzierungen, Wochen, Auszeichnungen, Anmerkungen) | Höchstplatzierung, Gesamtwochen, AuszeichnungChartplatzierungen (Jahr, Titel, Musiklabel, Platzierungen, Wochen, Auszeichnungen, Anmerkungen) | Höchstplatzierung, Gesamtwochen, AuszeichnungChartplatzierungen (Jahr, Titel, Musiklabel, Platzierungen, Wochen, Auszeichnungen, Anmerkungen) | Höchstplatzierung, Gesamtwochen, AuszeichnungChartplatzierungen (Jahr, Titel, Musiklabel, Platzierungen, Wochen, Auszeichnungen, Anmerkungen) | Höchstplatzierung, Gesamtwochen, AuszeichnungChartplatzierungen (Jahr, Titel, Musiklabel, Platzierungen, Wochen, Auszeichnungen, Anmerkungen) | Anmerkungen                                                     |
| Jahr | Titel Musiklabel                    | DE | AT | CH | UK | US | Rock | Anmerkungen                                                     |
| ---- | ----------------------------------- | --- | --- | --- | --- | --- | --- | --------------------------------------------------------------- |
| 1997 | My Own Prison Wind-Up Records (BMG) | DE50 (9 Wo.)DE | AT14 (12 Wo.)AT | CH49 (1 Wo.)CH | — | US22 ×6Sechsfachplatin · (112 Wo.)US | — | Erstveröffentlichung: 14. April 1997 Verkäufe: + 6.405.000      |
| 1999 | Human Clay Wind-Up Records (Sony)   | DE9 Gold · (32 Wo.)DE | AT11 Gold · (39 Wo.)AT | CH35 (15 Wo.)CH | UK29 Gold · (4 Wo.)UK | US1 Diamant + Platin · (105 Wo.)US | — | Erstveröffentlichung: 28. September 1999 Verkäufe: + 12.557.500 |
| 2001 | Weathered Wind-Up Records (Sony)    | DE8 Gold · (21 Wo.)DE | AT8 (22 Wo.)AT | CH20 (22 Wo.)CH | UK44 Platin · (17 Wo.)UK | US1 ×6Sechsfachplatin · (74 Wo.)US | — | Erstveröffentlichung: 20. November 2001 Verkäufe: + 7.060.000   |
| 2009 | Full Circle Wind-Up Records (Sony)  | DE9 (6 Wo.)DE | AT12 (5 Wo.)AT | CH7 (4 Wo.)CH | UK78 (1 Wo.)UK | US2 (19 Wo.)US | Rock1 (16 Wo.)Rock | Erstveröffentlichung: 27. Oktober 2009                          |

grau schraffiert: keine Chartdaten aus diesem Jahr verfügbar

### Kompilationen
| Jahr | Titel Musiklabel                                                         | Höchstplatzierung, Gesamtwochen, AuszeichnungChartplatzierungen (Jahr, Titel, Musiklabel, Platzierungen, Wochen, Auszeichnungen, Anmerkungen) | Höchstplatzierung, Gesamtwochen, AuszeichnungChartplatzierungen (Jahr, Titel, Musiklabel, Platzierungen, Wochen, Auszeichnungen, Anmerkungen) | Höchstplatzierung, Gesamtwochen, AuszeichnungChartplatzierungen (Jahr, Titel, Musiklabel, Platzierungen, Wochen, Auszeichnungen, Anmerkungen) | Höchstplatzierung, Gesamtwochen, AuszeichnungChartplatzierungen (Jahr, Titel, Musiklabel, Platzierungen, Wochen, Auszeichnungen, Anmerkungen) | Höchstplatzierung, Gesamtwochen, AuszeichnungChartplatzierungen (Jahr, Titel, Musiklabel, Platzierungen, Wochen, Auszeichnungen, Anmerkungen) | Höchstplatzierung, Gesamtwochen, AuszeichnungChartplatzierungen (Jahr, Titel, Musiklabel, Platzierungen, Wochen, Auszeichnungen, Anmerkungen) | Anmerkungen                                                                              |
| Jahr | Titel Musiklabel                                                         | DE | AT | CH | UK | US | Rock | Anmerkungen                                                                              |
| ---- | ------------------------------------------------------------------------ | --- | --- | --- | --- | --- | --- | ---------------------------------------------------------------------------------------- |
| 2004 | Greatest Hits Wind-Up Records (Sony)                                     | DE86 (1 Wo.)DE | AT29 (3 Wo.)AT | CH64 (1 Wo.)CH | UK— Silber + Silber (Re-Release 2015)UK | US15 ×2Doppelplatin · (… Wo.)US | — | Erstveröffentlichung: 22. November 2004 Verkäufe: + 2.205.000                            |
| 2015 | With Arms Wide Open: A Retrospective The Bicycle Music Company (Concord) | — | — | — | — | — | Rock50 (1 Wo.)Rock | Erstveröffentlichung: 20. November 2015                                                  |
| 2024 | Stadium Anthems Universal Music                                          | — | — | — | — | — | — | Erstveröffentlichung: 8. Februar 2024                                                    |
| 2024 | Summer of ’99 Universal Music                                            | — | — | — | — | — | — | Erstveröffentlichung: 6. Juni 2024 Verkäufe: + 160.000; mit 3 Doors Down & Finger Eleven |

grau schraffiert: keine Chartdaten aus diesem Jahr verfügbar

### EPs
| Jahr | Titel Musiklabel                      | Anmerkungen                |
| ---- | ------------------------------------- | -------------------------- |
| 1999 | Higher Wind-Up Records (Sony)         | Erstveröffentlichung: 1999 |
| 2001 | Higher 2001 EP Wind-Up Records (Sony) | Erstveröffentlichung: 2001 |

## Singles
| Jahr | Titel Musiklabel                   | Höchstplatzierung, Gesamtwochen, AuszeichnungChartplatzierungen (Jahr, Titel, Musiklabel, Platzierungen, Wochen, Auszeichnungen, Anmerkungen) | Höchstplatzierung, Gesamtwochen, AuszeichnungChartplatzierungen (Jahr, Titel, Musiklabel, Platzierungen, Wochen, Auszeichnungen, Anmerkungen) | Höchstplatzierung, Gesamtwochen, AuszeichnungChartplatzierungen (Jahr, Titel, Musiklabel, Platzierungen, Wochen, Auszeichnungen, Anmerkungen) | Höchstplatzierung, Gesamtwochen, AuszeichnungChartplatzierungen (Jahr, Titel, Musiklabel, Platzierungen, Wochen, Auszeichnungen, Anmerkungen) | Höchstplatzierung, Gesamtwochen, AuszeichnungChartplatzierungen (Jahr, Titel, Musiklabel, Platzierungen, Wochen, Auszeichnungen, Anmerkungen) | Höchstplatzierung, Gesamtwochen, AuszeichnungChartplatzierungen (Jahr, Titel, Musiklabel, Platzierungen, Wochen, Auszeichnungen, Anmerkungen) | Anmerkungen                                                  |
| Jahr | Titel Musiklabel                   | DE | AT | CH | UK | US | Rock | Anmerkungen                                                  |
| ---- | ---------------------------------- | --- | --- | --- | --- | --- | --- | ------------------------------------------------------------ |
| 1997 | My Own Prison                      | — | — | — | — | — | — | Erstveröffentlichung: 15. Oktober 1997                       |
| 1998 | Torn My Own Prison                 | — | — | — | — | — | — | Erstveröffentlichung: 1998                                   |
| 1998 | What’s This Life For My Own Prison | — | — | — | — | — | — | Erstveröffentlichung: 9. Juni 1998                           |
| 1998 | One My Own Prison                  | — | — | — | — | US70 (20 Wo.)US | — | Erstveröffentlichung: 1. Dezember 1998                       |
| 1999 | Higher Human Clay                  | — | — | — | UK47 (1 Wo.)UK | US7 ×2Doppelplatin · (57 Wo.)US | — | Erstveröffentlichung: 24. August 1999 Verkäufe: + 2.000.000  |
| 2000 | What If Human Clay                 | — | — | — | — | — | — | Erstveröffentlichung: 31. Januar 2000                        |
| 2000 | With Arms Wide Open Human Clay     | DE42 (9 Wo.)DE | AT15 (17 Wo.)AT | CH70 (12 Wo.)CH | UK13 (5 Wo.)UK | US1 ×2Doppelplatin · (47 Wo.)US | — | Erstveröffentlichung: 24. April 2000 Verkäufe: + 2.170.000   |
| 2000 | Are You Ready? Human Clay          | — | — | — | — | — | — | Erstveröffentlichung: 7. August 2000                         |
| 2001 | Higher (2001) Higher 2001 EP       | DE91 (3 Wo.)DE | — | — | UK64 (1 Wo.)UK | — | — | Erstveröffentlichung: 2001                                   |
| 2001 | My Sacrifice Weathered             | DE79 (9 Wo.)DE | — | CH92 (2 Wo.)CH | UK18 Silber · (5 Wo.)UK | US4 ×2Doppelplatin · (29 Wo.)US | — | Erstveröffentlichung: 15. Oktober 2001 Verkäufe: + 2.230.000 |
| 2002 | Bullets Weathered                  | — | — | — | — | — | — | Erstveröffentlichung: 23. Februar 2002                       |
| 2002 | One Last Breath Weathered          | DE89 (2 Wo.)DE | — | CH92 (2 Wo.)CH | UK18 Silber · (5 Wo.)UK | US4 ×2Doppelplatin · (29 Wo.)US | — | Erstveröffentlichung: 7. Mai 2002 Verkäufe: + 2.320.000      |
| 2002 | Hide Weathered                     | — | — | — | — | — | — | Erstveröffentlichung: 21. Mai 2002                           |
| 2002 | Don’t Stop Dancing Weathered       | — | — | — | — | — | — | Erstveröffentlichung: 22. Oktober 2002                       |
| 2002 | Weathered                          | — | — | — | — | — | — | Erstveröffentlichung: 6. November 2002                       |
| 2009 | Overcome Full Circle               | — | — | — | — | US73 (1 Wo.)US | Rock8 (20 Wo.)Rock | Erstveröffentlichung: 25. August 2009                        |
| 2009 | Rain Full Circle                   | — | — | — | — | US91 (3 Wo.)US | — | Erstveröffentlichung: 6. Oktober 2009                        |
| 2010 | A Thousand Faces Full Circle       | — | — | — | — | — | — | Erstveröffentlichung: 11. Januar 2010                        |

grau schraffiert: keine Chartdaten aus diesem Jahr verfügbar

## Videoalben und Musikvideos

### Videoalben
| Jahr | Titel Musiklabel           | Höchstplatzierung, Gesamtwochen, AuszeichnungChartplatzierungen (Jahr, Titel, Musiklabel, Platzierungen, Wochen, Auszeichnungen, Anmerkungen) | Höchstplatzierung, Gesamtwochen, AuszeichnungChartplatzierungen (Jahr, Titel, Musiklabel, Platzierungen, Wochen, Auszeichnungen, Anmerkungen) | Höchstplatzierung, Gesamtwochen, AuszeichnungChartplatzierungen (Jahr, Titel, Musiklabel, Platzierungen, Wochen, Auszeichnungen, Anmerkungen) | Höchstplatzierung, Gesamtwochen, AuszeichnungChartplatzierungen (Jahr, Titel, Musiklabel, Platzierungen, Wochen, Auszeichnungen, Anmerkungen) | Höchstplatzierung, Gesamtwochen, AuszeichnungChartplatzierungen (Jahr, Titel, Musiklabel, Platzierungen, Wochen, Auszeichnungen, Anmerkungen) | Höchstplatzierung, Gesamtwochen, AuszeichnungChartplatzierungen (Jahr, Titel, Musiklabel, Platzierungen, Wochen, Auszeichnungen, Anmerkungen) | Anmerkungen                                               |
| Jahr | Titel Musiklabel           | DE | AT | CH | UK | US | Rock | Anmerkungen                                               |
| ---- | -------------------------- | --- | --- | --- | --- | --- | --- | --------------------------------------------------------- |
| 2009 | Creed Live Wind-Up Records | — | — | — | UK43 Gold · (1 Wo.)UK | — | — | Erstveröffentlichung: 8. Dezember 2009 Verkäufe: + 30.000 |

### Musikvideos
| Jahr | Titel                                 | Regie                     |
| ---- | ------------------------------------- | ------------------------- |
| 1997 | My Own Prison                         | Stephen Scott             |
| 1998 | Torn                                  | –                         |
| 1998 | What’s This Life For (drei Versionen) | Ramaa Mosley              |
| 1999 | Higher                                | Ramaa Mosley              |
| 1999 | What If                               | David Meyers              |
| 2000 | With Arms Wide Open                   | David Meyers              |
| 2001 | My Sacrifice                          | David Meyers              |
| 2002 | Bullets                               | Vision Scape Interactive  |
| 2002 | One Last Breath                       | David Meyers              |
| 2002 | Don’t Stop Dancing                    | David Meyers, Scott Stapp |
| 2009 | Overcome                              | Daniel Catullo            |
| 2009 | Rain                                  | Gavin Bowden              |
| 2010 | A Thousand Faces                      | –                         |
| 2024 | Are You Ready?                        | –                         |

## Sonderveröffentlichungen
| Jahr | Titel               | Sampler                                   |
| ---- | ------------------- | ----------------------------------------- |
| 2000 | Riders on the Storm | Stoned Immaculate: The Music of The Doors |

| Jahr | Titel                  | Soundtrack                      |
| ---- | ---------------------- | ------------------------------- |
| 1998 | Bound and Tied         | Dead Man on Campus              |
| 1998 | I’m Eighteen           | The Faculty                     |
| 1999 | Wrong Way              | End of Days – Nacht ohne Morgen |
| 2000 | What If                | Scream 3                        |
| 2000 | Is This the End        | Scream 3                        |
| 2002 | To Whom It May Concern | The Scorpion King               |

## Statistik

### Chartauswertung
|                     | DE    | AT    | CH    | UK    | US    | Rock      |
| ------------------- | ----- | ----- | ----- | ----- | ----- | --------- |
| Nummer-eins-Alben   | DE—DE | AT—AT | CH—CH | UK—UK | US2US | Rock1Rock |
| Top-10-Alben        | DE3DE | AT1AT | CH1CH | UK—UK | US3US | Rock1Rock |
| Alben in den Charts | DE5DE | AT5AT | CH5CH | UK4UK | US5US | Rock2Rock |

|                       | DE    | AT    | CH    | UK    | US    | Rock      |
| --------------------- | ----- | ----- | ----- | ----- | ----- | --------- |
| Nummer-eins-Singles   | DE—DE | AT—AT | CH—CH | UK—UK | US1US | Rock—Rock |
| Top-10-Singles        | DE—DE | AT—AT | CH—CH | UK—UK | US4US | Rock—Rock |
| Singles in den Charts | DE4DE | AT1AT | CH3CH | UK5UK | US7US | Rock1Rock |

|                          | DE    | AT    | CH    | UK    | US    | Rock      |
| ------------------------ | ----- | ----- | ----- | ----- | ----- | --------- |
| Nummer-eins-Videoalben   | DE—DE | AT—AT | CH—CH | UK—UK | US—US | Rock—Rock |
| Top-10-Videoalben        | DE—DE | AT—AT | CH—CH | UK—UK | US—US | Rock—Rock |
| Videoalben in den Charts | DE—DE | AT—AT | CH—CH | UK1UK | US—US | Rock—Rock |

### Auszeichnungen für Musikverkäufe
| Goldene Schallplatte - Australien - 2004: für das Album Greatest Hits - Brasilien - 2024: für die Single With Arms Wide Open - 2024: für die Single One Last Breath - 2024: für die Single My Sacrifice - Dänemark - 2001: für das Album Human Clay - Indonesien - 2001: für das Album Human Clay - Kanada - 2005: für das Album Greatest Hits - 2011: für das Videoalbum Creed Live - Malaysia - 2001: für das Album Human Clay - Philippinen - 2001: für das Album Human Clay - Schweden - 2001: für das Album Human Clay - Singapur - 2001: für das Album Human Clay | Platin-Schallplatte - Brasilien - 2002: für das Album Weathered - Norwegen - 2001: für das Album Human Clay 2× Platin-Schallplatte - Australien - 2000: für die Single With Arms Wide Open - 2001: für das Album Weathered - Neuseeland - 2005: für das Album Greatest Hits 3× Platin-Schallplatte - Argentinien - 2007: für das Album Greatest Hits - Kanada - 1999: für das Album My Own Prison - 2002: für das Album Weathered - Neuseeland - 2002: für das Album Weathered - 2025: für die Single One Last Breath - Südafrika - 2002: für das Album Human Clay | 4× Platin-Schallplatte - Australien - 2001: für das Album Human Clay 5× Platin-Schallplatte - Neuseeland - 2001: für das Album Human Clay 6× Platin-Schallplatte - Kanada - 2001: für das Album Human Clay 7× Platin-Schallplatte - Neuseeland - 1999: für das Album My Own Prison Diamantene Schallplatte - Brasilien - 2025: für das Album Summer of ’99 |

Anmerkung: Auszeichnungen in Ländern aus den Charttabellen bzw. Chartboxen sind in ebendiesen zu finden.
| Land/RegionAuszeichnungen für Musikverkäufe (Land/Region, Auszeichnungen, Verkäufe, Quellen) | Silber     | Gold       | Platin       | Diamant     | Verkäufe   | Quellen                                                        |
| -------------------------------------------------------------------------------------------- | ---------- | ---------- | ------------ | ----------- | ---------- | -------------------------------------------------------------- |
| Argentinien (CAPIF)                                                                          | —          | —          | 3× Platin3   | —           | 120.000    | capif.org.ar (Memento vom 20. August 2011 im Internet Archive) |
| Australien (ARIA)                                                                            | —          | Gold1      | 8× Platin8   | —           | 595.000    | aria.com.au                                                    |
| Brasilien (PMB)                                                                              | —          | 3× Gold3   | Platin1      | Diamant1    | 375.000    | pro-musicabr.org.br                                            |
| Dänemark (IFPI)                                                                              | —          | Gold1      | —            | —           | 25.000     | hitlisten.nu                                                   |
| Deutschland (BVMI)                                                                           | —          | 2× Gold2   | —            | —           | 500.000    | bpi.co.uk                                                      |
| Indonesien (ASIRI)                                                                           | —          | Gold1      | —            | —           | 25.000     | Einzelnachweise                                                |
| Kanada (MC)                                                                                  | —          | 2× Gold2   | 12× Platin12 | —           | 1.255.000  | musiccanada.com                                                |
| Malaysia (RIM)                                                                               | —          | Gold1      | —            | —           | 15.000     | Einzelnachweise                                                |
| Neuseeland (RMNZ)                                                                            | —          | —          | 20× Platin20 | —           | 345.000    | aotearoamusiccharts.co.nz NZ2                                  |
| Norwegen (IFPI)                                                                              | —          | —          | Platin1      | —           | 50.000     | ifpi.no (Memento vom 5. November 2012 im Internet Archive)     |
| Österreich (IFPI)                                                                            | —          | Gold1      | —            | —           | 25.000     | ifpi.at                                                        |
| Philippinen (PARI)                                                                           | —          | Gold1      | —            | —           | 15.000     | Einzelnachweise                                                |
| Schweden (IFPI)                                                                              | —          | Gold1      | —            | —           | 40.000     | sverigetopplistan.se                                           |
| Singapur (RIAS)                                                                              | —          | Gold1      | —            | —           | 7.500      | Einzelnachweise                                                |
| Südafrika (RISA)                                                                             | —          | —          | 3× Platin3   | —           | 150.000    | mi2n.com                                                       |
| Vereinigte Staaten (RIAA)                                                                    | —          | —          | 23× Platin23 | Diamant1    | 33.000.000 | riaa.com                                                       |
| Vereinigtes Königreich (BPI)                                                                 | 4× Silber4 | 2× Gold2   | Platin1      | —           | 945.000    | bpi.co.uk                                                      |
| Insgesamt                                                                                    | 4× Silber4 | 17× Gold17 | 72× Platin72 | 2× Diamant2 |            |                                                                |